# Van Cauwelaertskapel

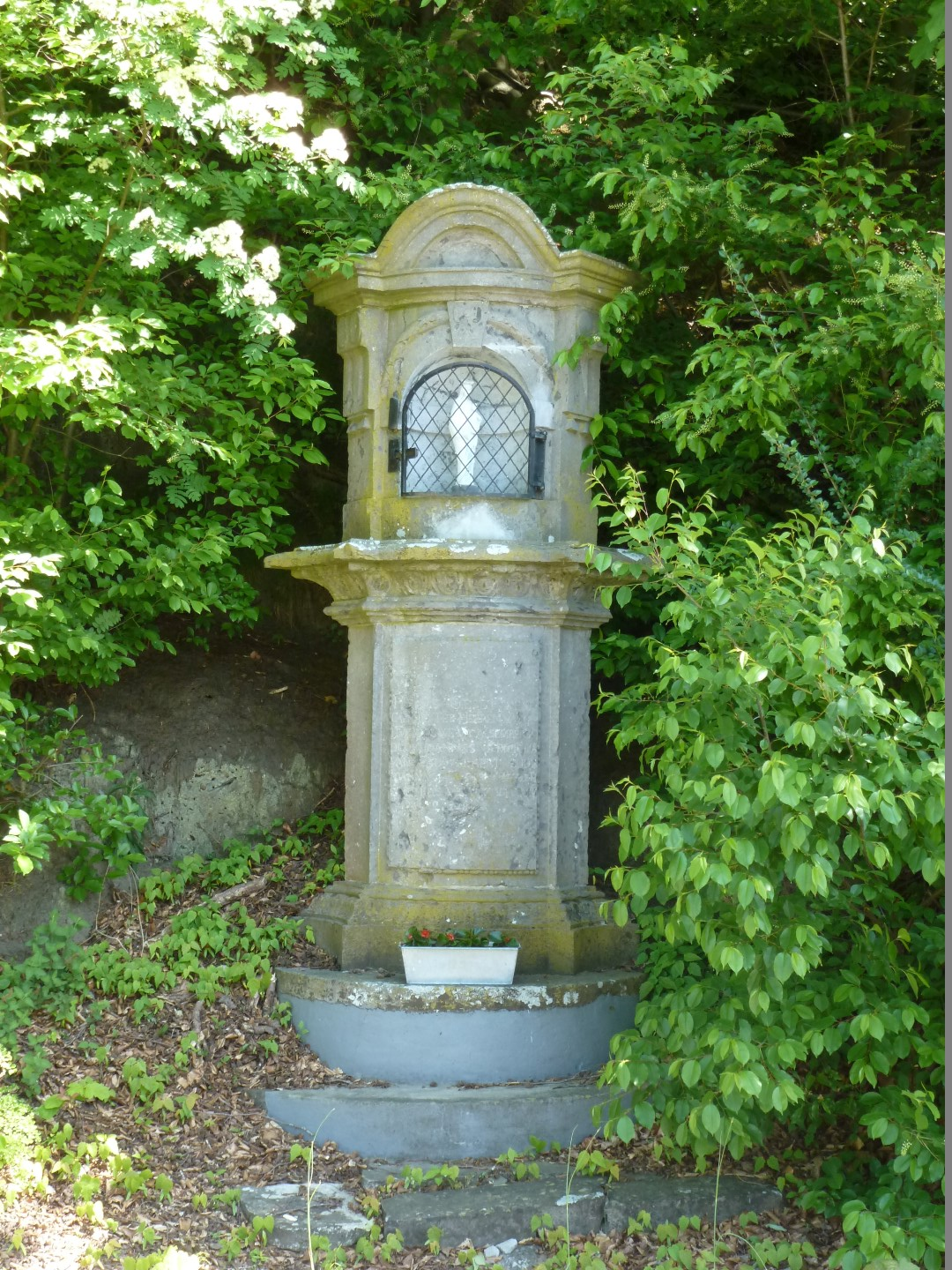
Van Cauwelaertkapel

De Van Cauwelaertkapel is een kapel in de tot de Vlaams-Brabantse gemeente Beersel behorende plaats Alsemberg, gelegen aan de Pastoor Bolsstraat.
Het betreft een aan Onze-Lieve-Vrouw gewijde pijlerkapel, in 1782 opgetrokken in arduin. De kapel werd gesticht door Joannes Remigius Van Cauwelaert en Joanna Van der Velden. De kapel werd hersteld in 1864 en 1920. Het kapelletje heeft een nis waarin zich een Mariabeeldje bevindt. Op de voet bevindt zich het opschrift:
Hier is geset dese capelle ter heeren van onse live vrouw van Alsembegh door Joannes Remigius van Cauwelaert ende Joanna van der Velden syne huysvrouw achtum/ 1782.
Ook is er een afbeelding van een drafmand met twee drafschoppen, verwijzend naar het beroep van de stichter, namelijk brouwer.